# Lyski
Lyski è un comune rurale polacco del distretto di Rybnik, nel voivodato della Slesia.
Ricopre una superficie di 57,83 km² e nel 2006 contava 8 947 abitanti.